# Courcival

Courcival este o comună în departamentul Sarthe, Franța. În 2009 avea o populație de 83 de locuitori.